# Suzanne E. Smrekar
Suzanne E. Smrekar es una astrónoma, geóloga y climatóloga estadounidense del Instituto Tecnológico de California.
Se convirtió en licenciada en geofísica y matemáticas en la Universidad Brown (Providence, Rhode Island) en 1984 y doctora en geofísica en la Universidad Metodista del Sur en 1990.
Fue miembro de los equipos de varias misiones de la NASA a los planetas del sistema solar, como la Mars Reconnaissance Orbiter y la Magellanes. Trabajó en el GEM, un instrumento de la misión InSight, que se lanzará en 2018.
Según el Minor Planet Center descubrió el asteroide (6819) McGarvey el 14 de junio de 1983, que se anombró así en memoria de su madre.
Recibió en 2012 la Medalla Exceptional Scientific Achievement de la NASA.